# Área protegida del Pico Wilderness
El Área Protegida del Pico Wilderness es la tercera reserva más grande de espacio natural de las 50 que se encuentran en Sri Lanka.
El santuario del Pico Wilderness es un bosque tropical lluvioso que se extiende sobre un terreno de 224 kilómetros cuadrados alrededor de la montaña Sri Pada (Pico de Adán). Una extensa zona forestal que pertenecía a la Pico Wilderness fue cortada y limpiada durante el dominio colonial británico en Sri Lanka (1815-1948), para obtener tierras para las plantaciones de té masivas que aún siguen funcionando en el distrito de Nuwara Eliya. La porción restante del Pico Wilderness fue declarada santuario de vida silvestre el 25 de octubre de 1940.
Los contornos de Pico Wilderness varían de 1.000 a 7.360 metros sobre el nivel del mar. Por lo tanto, posee inusuales formaciones geográficas en comparación con las otras reservas naturales de la isla. Bena Samanala (6.579 pies), Dotalugala, Detanagala, son algunas de las montañas más altas en el Pico Wilderness. Es también el lugar de nacimiento de Kelani, Kalu, ríos Walave y muchos afluentes del río Mahaweli que hacen saltos de agua como la caídas Dotalu, las caídas Geradi, las caídas Galagama (655 pies), y las caídas Mapanana (330 pies) en el interior del santuario.
Fuera de las 3 rutas de acceso; la ruta Hatton, la ruta Kuruwita y la ruta Palabaddala, que los devotos budistas y otros turistas usan para llegar a Pico de Adán, las rutas Kuruwita y Palabaddala van hacia la derecha en el santuario Pico Wilderness. Esta área de bosque está totalmente bajo el control del Departamento de Conservación de Vida Silvestre de Sri Lanka. No mantiene ningún albergue, búngalo o este tipo de instalaciones para los turistas en el interior del santuario Pico Wilderness con el fin de salvaguardar la pureza de este bosque. Sin embargo, no hay ninguna restricción para los ecoturistas para ingresar en el santuario, después de obtener el permiso de Departamento de Conservación de Vida Silvestre de Sri Lanka. Entrar en el parque durante la temporada de lluvias es bajo la propia responsabilidad de los turistas, debido a las lluvias imprevistas y las fuertes inundaciones inmediatas, que ponen en situaciones de riesgo para la vida.

## Geografía
Se encuentra dentro de la cordillera Sabaragamuwa en la sierra central.
No hay límites específicos para el santuario Pico Wilderness. La mayoría de los límites están marcados por las plantaciones de propiedad del Gobierno y el sector privado sector. El límite oriental es claro y se conecta a las regiones montañosas de Pidurutalagala y al Parque nacional de Horton Plains.

## Especies
En octubre de 2009, el sapo más raro del mundo Adenomus kandianus fue redescubierto en este santuario, después de que se creía extinto por 133 años. También se encuentran: Arundinella villosa, Calotes nigrilabris, Caridina singhalensis, Chimonobambusa densifolia, Chrysopogon zeylanicus, Cophotis ceylanica, Cymbopogon confertiflorus, Drosera indica, Exacum trinervium, Exacum walkeri, Fejervarya greenii, Gaultheria fragrantissima, Hylarana gracilis, Ipsea speciosa, Isolepis fluitans, Juncus prismatocarpus, Lankascincus taprobanensis,
Loris tardigradus, Montane Slender Loris, Microhyla zeylanica, Polypedates eques, Pseudophilautus alto, Pseudophilautus femoralis, Pseudophilautus frankenbergi, Pseudophilautus microtympanum,
Pseudophilautus schmarda, Ramanella palmata, Rhododendron arboreum, Rhodomyrtus tomentosa, Syzygium rotundifolium, Syzygium sclerophyllum, Trachypithecus vetulus, Usnea barbata y otras especies.